# Akkatangerahal, Gokak
Akkatangerahal là một làng thuộc tehsil Gokak, huyện Belgaum, bang Karnataka, Ấn Độ.